# Sierra del Aguilar

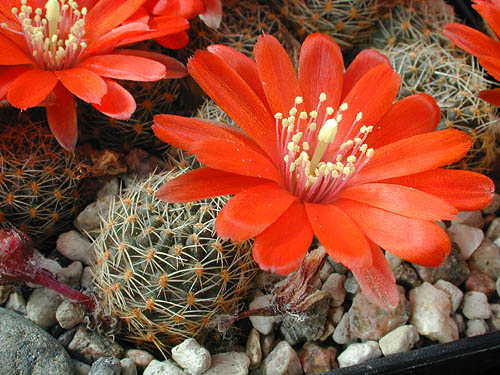
Flor de especie de cactus propia de la zona de la sierra del Aguilar.

La sierra del Aguilar es una sierra en el departamento Cochinoca, provincia de Jujuy, en el extremo noroeste de la República Argentina. Se eleva de 3950 a 4750 m s. n. m.. Se encuentra en cercanías de los cerros Overo y Aguilar.
En la sierra se explota un importante yacimiento minero donde se extraen zinc, plomo, y plata. El yacimiento se encuentra sobre la ladera este de la Sierra del Aguilar.